# Династия Раджаса
Раджаса — правящая династия королевства Сингхасари, а затем империи Маджапахит в 13-15 веках на востоке Явы. Правители Сингхасари и Маджапахит ведут свое происхождение от загадочной фигуры Кена Арока или Шри Рангга Раджаса, который основал династию Раджаса в начале 13 века. Согласно Параратону, Кен Арок родился в регионе Тумапел (современный Маланг, Восточная Ява). Он считался основателем династии как линий монархов Сингхасари, так и Маджапахит.
На санскрите термин раджаса означает либо «страсть», либо «прах» / «почва».

## Список правителей
Период Сингасари:
1. Кен Арок (1222—1227)[4] :185–187
2. Анусапати (1227—1248)[4]:187–188

Генеалогическая диаграмма династии Раджаса, королевской семьи Сингхасари и Маджапахит. Правители выделены периодом правления.

3. Панджи Тохджайя (1248—1250)[4]:188
4. Вишнувардхана (1250—1268), Нарасингамурти (1250—1270) — соправители в 1248—1268[4]:188
5. Кертанегара (1270—1292), в (1266—1270) соправитель Вишнувардханы и Нарасингамурти[4]:188

Период Маджапахит:
1. Раден Виджая (1294—1309)[4]:232–233
2. Джаянегара (1309—1328)[4]:233
3. Трибхувана Виджаятунггадеви (1328—1350)[4]:234
4. Хаям Вурук (1350—1389)[4]:234